# St.-Marien-Kirche (Görmin)

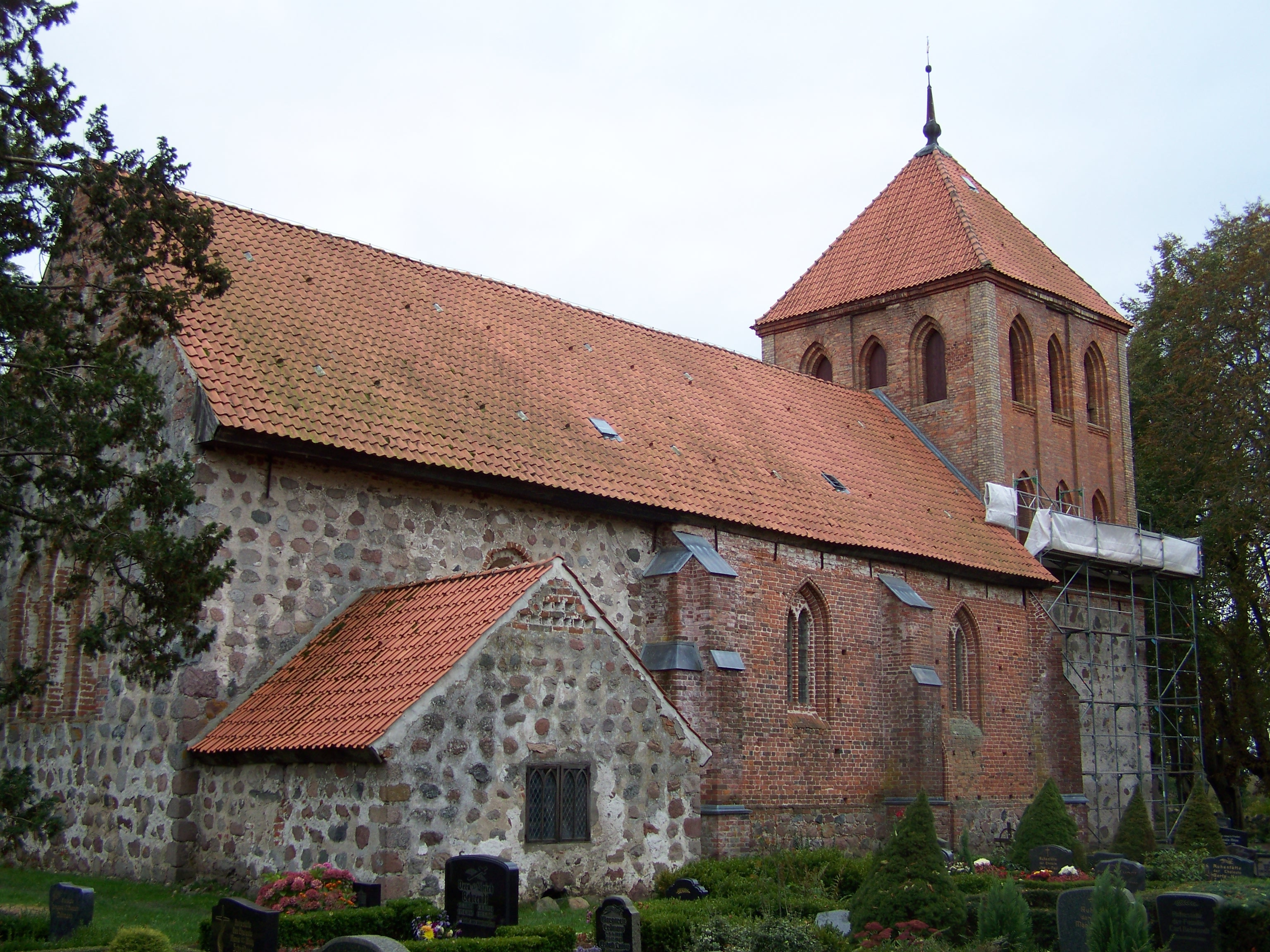
Die St.-Marien-Kirche in Görmin (2009)

Die St.-Marien-Kirche ist ein aus dem 13./14. Jahrhundert stammendes Kirchengebäude in der Gemeinde Görmin in Vorpommern.
Die ziegelgedeckte Kirche besitzt einen rechteckigen, aus Feldstein gemauerten Chor aus dem späten 13. Jahrhundert. Der zweijochige Backsteinsaal mit Strebepfeilern, der wenig breiter als der Chor ist, wurde Ende des 14. Jahrhunderts errichtet.
Im Jahr 1869 wurde über dem älteren, wohl vom Anfang des 15. Jahrhunderts stammenden Feldsteinunterbau der heutige Kirchturm im Westen errichtet.
Im Chor mit seinem achtrippigen Kuppelgewölbe befinden sich Wand- und Gewölbemalereien vom Ende des 14. Jahrhunderts mit dem seltenen Motiv des Gnadenstuhls, zudem Maria und Johannes der Täufer sowie Michaels Drachenkampf. Das Kirchenschiff besitzt ein Kreuzrippengewölbe.
Zur Ausstattung gehören ein Weihwasserbecken im Turm, ein aus der Stralsunder Werkstatt von Elias Keßler stammender Altaraufsatz von 1722 mit Gemälden des Abendmahls und Gethsemanes sowie mit Schnitzfiguren (Evangelisten, Engel und bekrönende Kreuzigungsgruppe). Die Kanzel in Renaissanceformen wurde gleichzeitig mit dem Altar von Keßler ergänzt. Die Orgel wurde 1855 von Barnim Grüneberg aus Stettin gefertigt.
Das Geläut der Kirche besteht aus zwei Glocken, einer von 1925 und einer von 1753, die von Johann Gottfried Wosaeck aus Stralsund gefertigt wurde.
Die evangelische Kirchgemeinde Dersekow, Levenhagen und Görmin gehört seit 2012 zur Propstei Demmin im Pommerschen Evangelischen Kirchenkreis der Evangelisch-Lutherischen Kirche in Norddeutschland. Vorher gehörte sie zum Kirchenkreis Greifswald der Pommerschen Evangelischen Kirche.